# Baniska
Baniska (Bulgaars: Баниска) is een dorp in het noorden van Bulgarije. Het dorp maakt onderdeel uit van de gemeente Dve Mogili in de oblast Roese en ligt 225 kilometer ten noordoosten van Sofia.

## Bevolking
Tussen 1934 en 1965 was het inwonersaantal relatief stabiel en schommelde het tussen de 2.150 à 2.350 personen. Sinds 1965 kampt het dorp met een intensieve bevolkingskrimp. Op 31 december 2019 telde het dorp 891 inwoners.
|  |

| Etnische samenstelling van de respondenten (2011) | Etnische samenstelling van de respondenten (2011) | Etnische samenstelling van de respondenten (2011) | Etnische samenstelling van de respondenten (2011) | Etnische samenstelling van de respondenten (2011) |
| ------------------------------------------------- | ------------------------------------------------- | ------------------------------------------------- | ------------------------------------------------- | ------------------------------------------------- |
|                                                   |                                                   |                                                   |                                                   |                                                   |
| Bulgaren                                          | Bulgaren                                          |                                                   | 50,4%                                             | 50,4%                                             |
| Turken                                            | Turken                                            |                                                   | 13,8%                                             | 13,8%                                             |
| Roma                                              | Roma                                              |                                                   | 35,4%                                             | 35,4%                                             |
| Anders/Onbekend                                   | Anders/Onbekend                                   |                                                   | 0,4%                                              | 0,4%                                              |

Baniska · Batisjnitsa · Bazovets · Dve Mogili · Karan Varbovka · Katselovo · Mogilino · Ostritsa · Pepelina · Pomen · Sjirokovo · Tsjilnov